# Elaeoselinum
Elaeoselinum és un gènere d'apiàcies. Són plantes natives de la regió mediterrània. Conté 5 espècies acceptades Als Països Catalans es troben dues espècies: Elaeoselinum asclepium i Elaeoselinum tenuifolium.

## Taxonomia
Gènere descrit per W.D.J.Koch ex DC. i publicat a Prodromus Systematis Naturalis Regni Vegetabilis 4: 215. 1830. L'espècie tipus és: Elaeoselinum meoides (Desf.) W.D.J.Koch ex DC.	
- Elaeoselinum asclepium (L.) Bertol.
- Elaeoselinum foetidum (L.) Boiss.
- Elaeoselinum fontanesii (Desf.) Boiss.
- Elaeoselinum meoides (Desf.) W.D.J.Koch ex DC.
- Elaeoselinum tunetanum Brullo, Miniss. i Terrasi